# Furriadroxiu

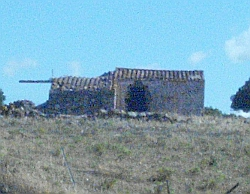
Un Furriadroxiu in agro di Teulada

Il furriadroxiu (o anche furriadroxu), che deriva dal sardo furriài (ritirarsi, abitare), è un insediamento agropastorale monofamiliare, tipico della struttura fondiaria e agraria del Sulcis (Sardegna) e delle zone immediatamente limitrofe, in disuso dalla seconda metà del XX secolo. Insieme al medau, che è un'aggregazione di cellule abitative che variano da 4 a 15 unità, costituisce un tipo di insediamento di habitat disperso che caratterizza quell'area geografica.
Nato nel corso del XVIII e del XIX secolo, dalla seconda metà del XX secolo, il furriadroxiu ha perso la sua importanza primaria come insediamento socio-rurale, in quanto assorbito nel processo di espansione degli agglomerati urbani o abbandonato nell'ambito del processo di spopolamento delle campagne o trasformato nell'azienda agraria di moderna concezione, integrata in un'agricoltura di mercato e in una struttura socioeconomica e infrastrutturale più complessa e variegata. A seguito di questa evoluzione, il furriadroxiu è rimasto un elemento strutturale ricorrente nella cultura e nella memoria storica, nella toponomastica territoriale e nel paesaggio rurale del Sulcis.

## Terminologia e toponomastica
Gli insediamenti sparsi del Sulcis fanno capo a due unità abitative-produttive fondamentali, il furriadroxiu e il medau.
Il termine furriadroxiu (plurale furriadroxius), ricorrente anche nelle varianti furiadroxiu, furriadroxu, furriadorgiu e furriadorzu, è una declinazione che associa ad un sito fisico il verbo furriai, che significa "ritirare", "rincasare" e, in forma più estesa, "tornare o riportare indietro". Nell'accezione diffusa nella Sardegna sudoccidentale, il termine si riferisce all'insediamento residenziale stabile della famiglia contadina esteso alle funzioni di ricovero del bestiame e degli attrezzi. Lo stesso termine compare anche in altre regioni della Sardegna, ma con un'accezione differente e che fa riferimento alla funzione di ricovero degli animali. Ad esempio, in Logudoro, il termine furriadorzu si identifica con l'accezione di ovile. Per quanto conosciuto nella regione, tuttavia, il termine furriadroxiu o le sue varianti non compaiono nei toponimi all'esterno del Sulcis, neppure in aree limitrofe come l'Iglesiente o la piana costiera occidentale del Golfo degli Angeli.
Il termine medau (plurale medaus) o nella variante madau, fa invece riferimento, nella Sardegna sudoccidentale, ad un insediamento destinato all'esercizio della pastorizia, adibito ad abitazione temporanea associata alla transumanza, con funzione di ricovero del gregge e di opificio per la produzione del formaggio. L'accezione non è esclusiva del Sulcis, in quanto la parola medau è piuttosto diffusa nei toponimi di aree collinari a bassa densità di popolazione, di interesse agropastorale o forestale. La parola deriverebbe dal latino metatum ("delimitato", "recintato") e farebbe riferimento ad un recinto in cui confinare il bestiame al ritorno dai pascoli.
Fra gli insediamenti antropici del Sulcis va citato anche il boddeu (plurale boddeus), che rappresenta la transizione tra l'insediamento isolato, il furriadroxiu, e il villaggio. I boddeus, nati come piccoli agglomerati di furriadroxius integrati da una cappella o da una chiesetta rurale, sono i primi nuclei di inurbamento da cui deriva la maggior parte dei centri abitati del Sulcis.
La toponomastica delle carte dell'Istituto Geografico Militare riporta entrambi gli insediamenti, associando la tipologia ad un nome identificativo, che nella generalità dei casi è il cognome di una famiglia. In generale sono denominati furriadroxius quelli di maggiore estensione, dislocati in pianura o, in collina, in corrispondenza di valli e conche di facile accesso, spesso in prossimità di vie di comunicazione e corsi d'acqua di una certa rilevanza. Sono invece denominati medaus quelli di piccola estensione, dislocati generalmente, ma non necessariamente, in aree più impervie, spesso accessibili attraverso carrarecce e mulattiere. La denominazione tradizionale, invece, non faceva riferimento esplicito alla tipologia di insediamento, in quanto i siti erano indicati semplicemente con il cognome della famiglia originariamente insediata.
L'incongruenza è evidente confrontando i toponimi delle località rurali secondo gli usi locali e quelli riportati nelle carte dell'Istituto Geografico Militare. Questa incongruenza fu oggetto di un breve saggio del geografo Luigi Vittorio Bertarelli, pubblicato nel 1907 nella rivista mensile del Touring Club Italiano. Il Bertarelli fa notare che, in genere, nella lingua locale si indicano i siti facendo precedere al cognome di una famiglia (al plurale) la locuzione su de is o, più semplicemente, is (es. Su de is Pinnas o Is Pinnas), mentre nella toponomastica dell'Istituto Geografico Militare si indicano i siti facendo precedere la denominazione specifica dalla parola furriadroxiu (es. Furriadroxiu Pinna). In sardo, su è un pronome dimostrativo ("quello"), de è una preposizione semplice ("di"), is è l'articolo determinativo ("i"). La denominazione locale pertanto sottintende la tipologia indicando l'insediamento con la forma "quello dei" (Su de is Pinnas, "Quello dei Pinna") o, più semplicemente, "i" (Is Pinnas, "I Pinna"). La forma di questi toponimi è piuttosto frequente nel Sulcis: ad esempio, il comune di Santadi, caratteristico per l'alto numero di insediamenti sparsi nel suo territorio, comprende varie frazioni che usano questi toponimi (Is Canis, Is Cattas, Is Vaccas, Is Collus, Is Pinnas, Is Sinzus, Is Pisanus, Is Sabas, Is Lois, Is Scanus, Is Piroddus, ecc.).

## L'ambiente naturale
La conoscenza dell'ambiente fisico del Sulcis è fondamentale per inquadrare il contesto storico e ambientale che è all'origine della colonizzazione dispersa del suo territorio. Pur presentando caratteristiche ricorrenti in molte subregioni della Sardegna, il Sulcis mostra una sostanziale peculiarità quando si prendono in considerazione, nel complesso, la geografia, la geologia, il clima, la vegetazione.

## Architettura

Fabbricato monocellulare con tetto a doppia falda

Fabbricato bicellulare per giustapposizione in larghezza

Fabbricato tricellulare per giustapposizione in profondità

L'unità base dell'insediamento sparso, nel caso del furriadroxiu, si identifica in una cellula elementare a cui è associato un nucleo famigliare.
La cellula del furriadroxiu comprende locali ad uso residenziale, rappresentati dalla cucina e dalle camere da letto, con le pertinenze accessorie della funzione residenziale (es. la dispensa), e locali necessari per l'esercizio dell'attività, rappresentati da rustici impiegati per il ricovero degli attrezzi, delle scorte e del bestiame da lavoro. All'unità base sono associate pertinenze esterne, rappresentate dalla corti, dal recinto per il bestiame, dal forno per la panificazione, dal pozzo per l'approvvigionamento idrico.
La differenza principale che contraddistingue il medau o il furriadroxiu dalla casa campidanese è l'integrazione della struttura con l'ambiente. La casa campidanese è integrata in un centro abitato, pertanto si configura come unità insediativa in cui il fattore limitante è rappresentato dallo spazio. Al contrario, l'insediamento nel Sulcis è integrato, come elemento isolato, in un ambiente rurale dove lo spazio non è un fattore limitante. La morfologia del territorio e altre caratteristiche ambientali (presenza di corsi d'acqua, vie naturali d'accesso, prospettiva, ecc.) sono invece determinanti sulla dislocazione delle unità edilizie. Contestualmente a questo aspetto va segnalata anche la tendenza a limitare l'impiego di materiali da costruzione e i lavori di scavo. Medaus e furriadroxius si costruivano perciò in posizioni "strategiche" sia rispetto ai campi e ai pascoli sia rispetto alle vie naturali di comunicazione, in corrispondenza di pendii di facile accesso, promontori, terrazze naturali, oppure nei fondivalle, presso corsi d'acqua, ma in posizioni non soggette al rischio di esondazioni o di condizioni di insalubrità. Lo sviluppo planimetrico, nei limiti del possibile, tendeva a adattarsi alle linee di livello, al fine di evitare scavi o contenere riporti di materiale. Gli ampliamenti si effettuavano per giustapposizione in modo da sfruttare, nei limiti del possibile, la condivisione di murature e il risparmio di elementi costruttivi.
La tipologia primitiva, quasi del tutto scomparsa, è rappresentata da un fabbricato monocellulare, a pianta rettangolare, con muri portanti e tetto generalmente a doppia falda, frontone con timpano triangolare a vista e con una sola apertura centrale. Le dimensioni lineari della cellula sono contenute entro i 4 metri, la luce massima consentita dalla travatura in legno. Gli ampliamenti si sono realizzati per moduli. Gli ampliamenti, come si è detto, sono stati eseguiti per giustapposizione di elementi modulari per sfruttare muri divisori in comune. Nella variante più diffusa l'ampliamento avviene per giustapposizione in profondità, secondo l'asse longitudinale, e con prolungamento del tetto a doppia falda a coprire più cellule, al massimo quattro per ragioni di funzionalità nella distribuzione degli spazi. In altri casi, l'ampliamento avviene per giustapposizione in larghezza, con raddoppio o prolungamento della falda. La tipologia costruttiva così derivata è rappresentata da corpi edilizi pluricellulari, sviluppati su un solo piano. Non sono tuttavia infrequenti gli ampliamenti per sovrapposizione di un primo piano o, raramente, di un secondo, con realizzazione di cellule provviste generalmente di un accesso indipendente tramite scala esterna.

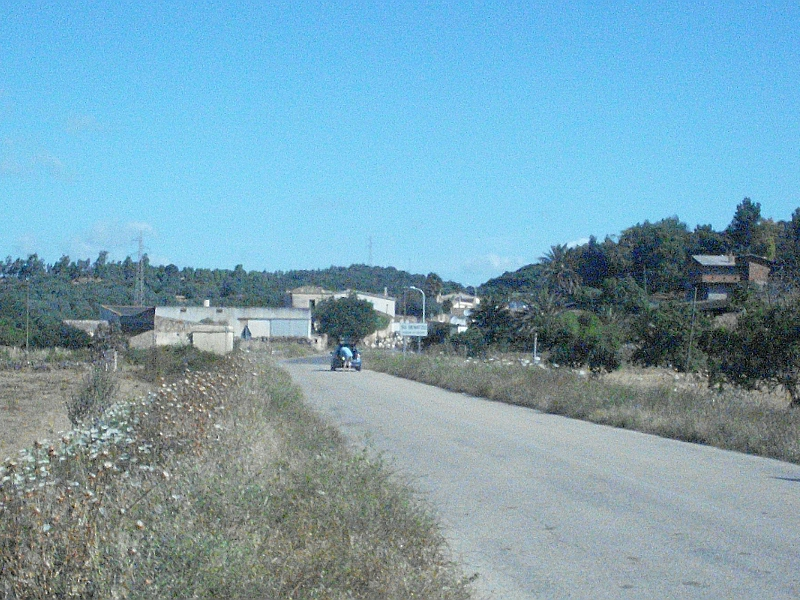
Frazione Su Benatzu (Santadi)

Le strutture originarie sono ancora facilmente individuabili nei ruderi o negli insediamenti che hanno mantenuto un sostanziale isolamento o nelle borgate che non si sono discostate, nel tempo, dalla fisionomia degli originari boddeus. Nei centri abitati, invece, i processi di espansione e urbanizzazione hanno portato alla realizzazione di molteplici varianti che si integrano secondo schemi più o meno complessi. Nei centri abitati compaiono perciò anche tipologie costruttive più complesse con varianti architettoniche non usuali, come ad esempio il portale di accesso alla corte sul retro o l'occultamento del timpano triangolare con un muro d'attico provvisto di cornicione.

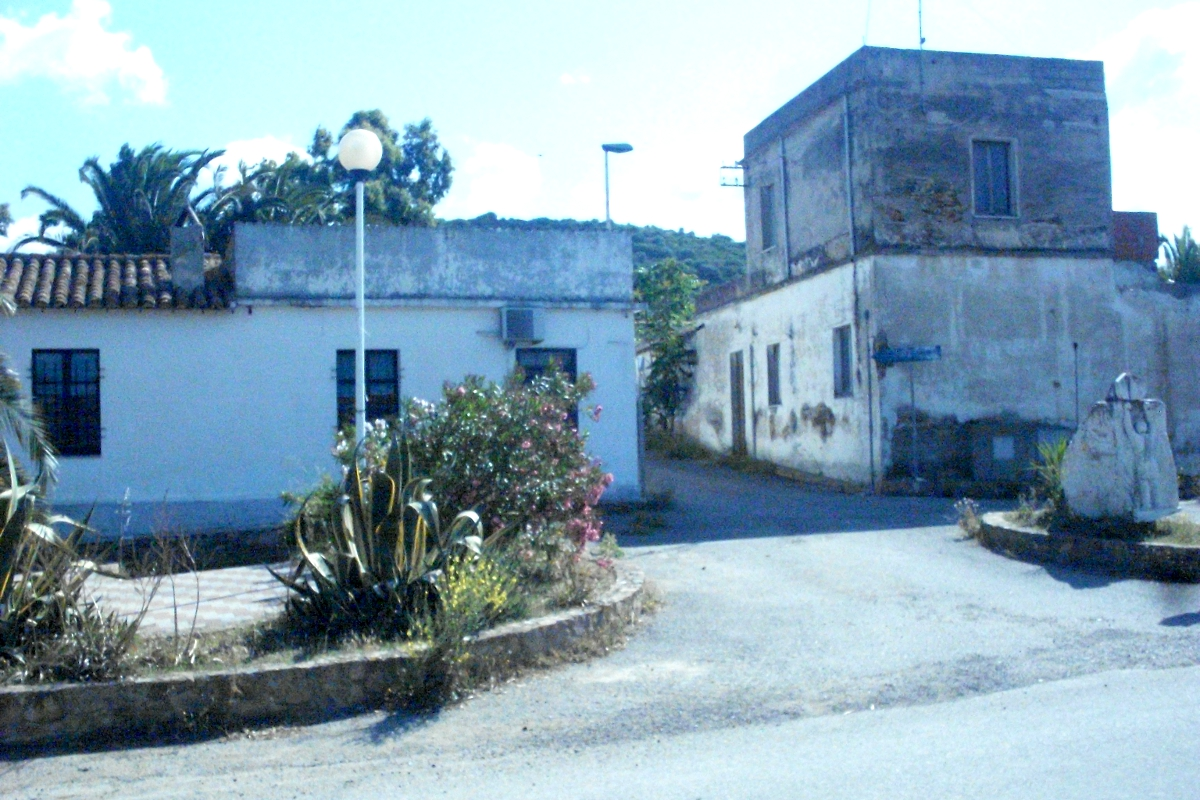
Frazione Is Carillus (Teulada)

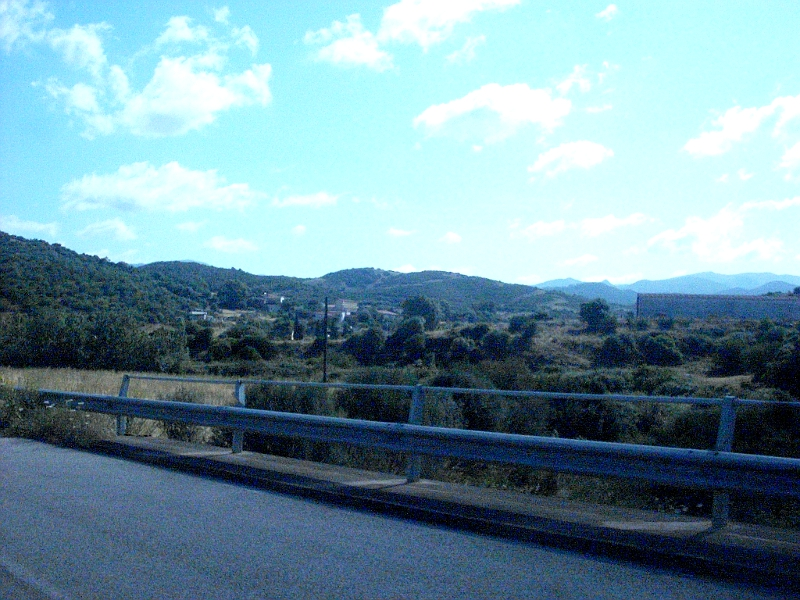
Frazione Is Cattas (Santadi)

I rustici di servizio presentano una struttura più semplice delle unità residenziali, con tetto a falda unica, spesso con uno sviluppo in altezza più contenuto. Nei casi più frequenti hanno la connotazione di loggiati (lollas) aperti su un lato, privi di archi in muratura, con elementi portanti rappresentati da pilastri in legno o in pietra. La disposizione dei rustici è spesso sfruttata per delimitare la corte o il recinto per il bestiame.
La dislocazione degli insediamenti negli aggregati ha seguito diversi schemi, sia per la dinamica sia per la morfologia del territorio. Le espansioni e le aggregazioni dei medaus e dei furriadroxius sono avvenute per l'ampliamento dei nuclei famigliari originari, diventati "clan", sia per l'arrivo di nuovi nuclei nel processo di colonizzazione. La planimetria dei boddeus o degli aggregati di furriadroxius, assimilabili ad abbozzi di boddeus va messa in relazione con la viabilità e con le eventuali relazioni tra i nuclei famigliari. Lo schema più semplice è lo sviluppo lineare dell'aggregato sui due lati di una via di comunicazione, con accessi diretti e autonomi sulla strada. In questo caso la borgata si è espansa in senso lineare seguendo come direttiva una importante via di comunicazione, come ad esempio la frazione di Terresoli (Santadi), estesa lungo la strada che collega Santadi alla foresta di Pantaleo, o Su Benatzu (Santadi), raccolta ai lati della strada provinciale 70 (Teulada-Santadi). Un altro schema, piuttosto diffuso, è l'aggregazione a grappolo: le singole cellule abitative si dispongono attorno ad una corte comune e condividono un accesso più o meno diretto alla strada. In questo caso la borgata si raccoglie in modo più o meno "disordinato" adiacente all'arteria, come ad esempio la frazione di Is Carillus (Teulada) dislocata a lato della provinciale 70. In altri casi l'aggregato si sviluppa intorno all'estremità di una via di penetrazione collegata ad un'arteria principale, come ad esempio la frazione Is Cattas (Santadi), decentrata rispetto alla provinciale 70.

## Caratteristiche costruttive
Dal punto di vista costruttivo, gli elementi ricorrenti negli insediamenti sparsi del Sulcis sono fondamentalmente due: l'utilizzo di materiali disponibili nel territorio e il ricorso a soluzioni tecniche relativamente semplici. Durante la ricolonizzazione del Sulcis, il territorio era isolato e privo di infrastrutture e vie di comunicazione, perciò era minimo il ricorso a materiali d'importazione. I dettagli delle tipologie costruttive variano all'interno di un territorio dalla geologia eterogenea, ma il comune denominatore è rappresentato dall'impiego di materiali disponibili nell'ambiente naturale: l'argilla e la sabbia, la pietra vulcanica (lave e piroclastiti), la pietra calcarea, la pietra granitoide o lo scisto, il legno di ginepro, la canna comune, ecc. L'altro aspetto, la semplicità costruttiva, va messa in relazione con la carenza, nel territorio, di arti e mestieri in grado di soddisfare una domanda di edilizia. I materiali venivano perciò lavorati in situ, allestiti e messi in opera grazie alla semplicità delle soluzioni adottate e alla cultura acquisita, attraverso secoli di tradizioni, in altre regioni della Sardegna.

### Murature
In varie regioni della Sardegna il materiale da muratura impiegato localmente era strettamente associato alla natura geologica e pedologica del territorio. Nel Sulcis, invece, l'eterogeneità del territorio si è trasferita sulla scelta dei materiali da muratura, determinando la presenza di soluzioni variabili anche in ambito locale. Tali soluzioni si riassumono in due varianti:

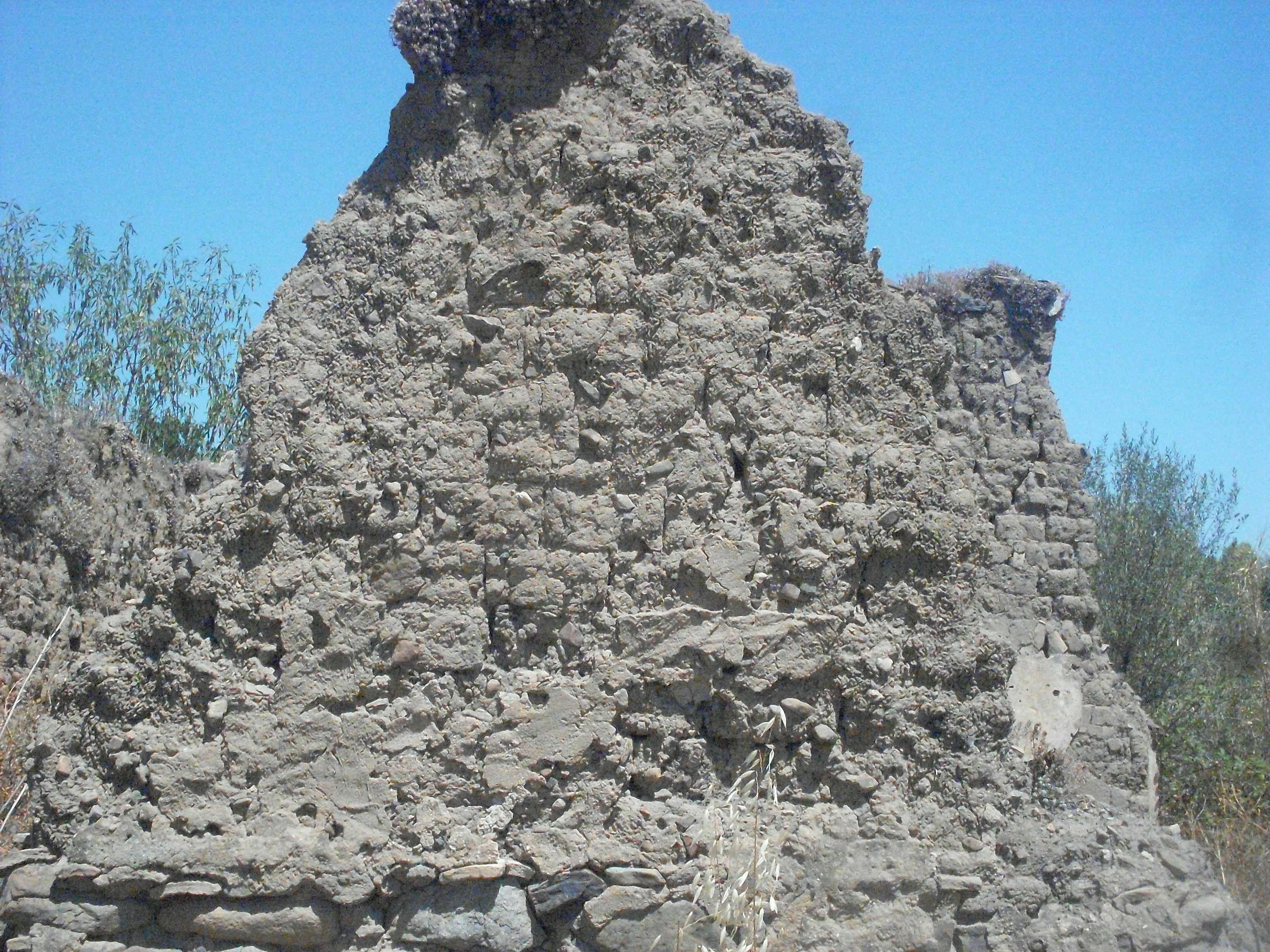
Rudere con muratura in ladiri. È ancora visibile la disposizione dei mattoni in chiave, lo zoccolo in pietra e, in parte, ciò che resta dell'intonaco, indispensabile per prevenire il dilavamento della componente fine e la conseguente erosione del muro.

- murature in materiale lapideo (pietra);
- murature in mattoni di terra cruda (ladiri);

Entrambe le varianti coesistono localmente.
Il muro in ladiri è presente in tutto il territorio, senza giungere ad una presenza esclusiva come si riscontra in molti centri abitati storici della piana del Cixerri e del Campidano. Le proprietà meccaniche della muratura in terra cruda, tuttavia, sono tali da rendere comunque necessario il ricorso al materiale lapideo per la realizzazione della fondazione e di un basamento che solleva la muratura in terra cruda, a 50–60 cm dal piano di campagna. L'accorgimento è indispensabile per garantire l'attacco a terra, soprattutto sui suoi alluvionali, per contenere la risalita di umidità per capillarità e per prevenire il dilavamento e l'erosione del muro da parte del ruscellamento superficiale delle acque piovane.
Queste murature erano sfruttate principalmente per la realizzazione di cellule abitative sviluppate su un solo piano oppure per la sovrapposizione del primo piano su una muratura in pietra. Meno frequenti sono le costruzioni a due piani con muratura interamente in ladiri e praticamente assenti quelle a tre piani.
Il mattone in ladiri si realizzava con un impasto di terra fina, comprendente una componente argillosa con funzione cementante, e inerti composti da paglia, sabbia e pietrisco di bassa granulometria. L'impasto veniva compresso in stampi rudimentali e lasciato essiccare al sole. La tecnica permetteva la realizzazione di mattoni di forma parallelepipeda e di dimensioni "standardizzate", in genere 10x20x40 cm. La messa in posa si effettuava con criteri omogenei (doppia testa in chiave), secondo schemi ampiamente collaudati, impiegando malte a base di terra o, laddove era disponibile, mista a calce. Gli intonaci, indispensabili per prevenire il dilavamento, erano realizzati in terra.
Il muro in pietra presenta invece una notevole eterogeneità in funzione del materiale disponibile nella zona. Oltre alle proprietà meccaniche specifiche di un tipo litologico, aveva una particolare importanza anche l'idoneità alla lavorazione, in relazione alla possibilità di realizzare blocchi di dimensioni più o meno regolari (conci). Da quanto detto nel paragrafo relativo alla geologia, il materiale lapideo disponibile nel Sulcis era riconducibile a quattro categorie fondamentali:
- Scisto. Per le sue proprietà è una pietra che si sfalda facilmente per piani paralleli ma non è idonea alla realizzazione di regolari nelle direzione ortogonali al piano di sfaldatura. Per queste prerogative è poco adatta come materiale esclusivo per le murature e il suo utilizzo in alcune aree del Sulcis si è limitato per lo più all'impiego di trovanti o per la realizzazione di muretti di recinzione a secco in virtù della facilità di apparecchiatura. La pietra è diffusa negli affioramenti della formazione di Nebida e il suo utilizzo è stato particolarmente frequente nei rustici e nei muretti a secco nei territori di Teulada e Santadi. Un impiego di origine più recente, frequente nei centri abitati, è quello del falso concio, con finalità estetiche, per la realizzazione di rivestimenti delle facciate.
- Calcare. Ha aspetto e proprietà meccaniche variabili secondo il sito di estrazione, ma in generale si presenta come una pietra modellabile, adatta alla realizzazione di conci di forma più o meno regolare. È disponibile nelle aree interessate dalla formazione di Gonnesa, in particolare nel settore settentrionale della subregione, ed è sporadicamente impiegata in diversi centri. Alcune cave di calcare hanno avuto importanza, in un passato recente, per l'estrazione di particolari marmi (Nuxis, Teulada) destinati all'esportazione.
- Pietra vulcanica. Nella tecnica della lavorazione è spesso genericamente e impropriamente chiamata "trachite", ma si identifica in un insieme di tipi litologici derivati dal raffreddamento di lave neutre o alcaline, a struttura porfirica o microcristallina, riconducibili a rocce acide o alcaline ignimbritiche (rioliti, daciti, riodaciti) e andesiti o, meno frequentemente, a piroclastiti. Adatte ad essere modellate in blocchi più o meno regolari, hanno ottime proprietà meccaniche in termini di resistenza. Per queste prerogative e per l'ampia reperibilità nel settore occidentale e centrale, queste pietre hanno avuto un ampio utilizzo in varie parti del Sulcis, ad eccezione del territorio teuladino, praticamente non interessato dagli eventi geologici del Cenozoico. Una curiosità architettonica, che esula dal contesto degli insediamenti sparsi del Sulcis, è l'impiego generalizzato dell'ignimbrite nell'edificazione della città di Carbonia negli anni trenta.
- Pietra granitoide. Comunemente chiamata "granito", è reperibile in alcune aree del territorio teuladino e in quelle montuose del territorio di Santadi, negli affioramenti alternati alle formazioni di Nebida e di Cabitza. La maggior parte dei tipi litologici presenti nel Sulcis rientra nel gruppo dei leucograniti equigranulari[9]. A differenza delle rocce granitoidi delle regioni centrali e settentrionali della Sardegna, i leucograniti del Sulcis sono pietre poco resistenti e soggette alla sfaldatura, perciò poco idonee come materiale da muratura. Per queste caratteristiche e per la distanza delle formazioni granitiche dalle aree di maggiore densità di popolazione, questa pietra ha avuto un impiego marginale. È tuttavia presente come trovante in murature miste soprattutto nei furriadroxius e medaus dislocati nel settore sudorientale del Sulcis, per lo più in territorio teuladino.

A differenza della muratura in terra cruda, che presenta una sostanziale omogeneità di struttura nel territorio, quella in pietra è estremamente variabile data la varietà di materiali disponibili secondo la zona.
La muratura più antica e più semplice consisteva nell'impiego di pietre di vario tipo e varia conformazione (trovanti), in generale di modeste dimensioni e a spigoli non vivi. Le pietre venivano messe in posa in modo irregolare, senza un ordine predefinito, riempiendo gli spazi vuoti con trovanti di minore dimensioni e legando il tutto con malta in terra o in calce. Il ricorso a questa tecnica era dovuto sostanzialmente a due motivi: la facilità della messa in opera, accessibile a chiunque, e la reperibilità dei trovanti. I primi furriadroxius furono edificati con questa tecnica usando come trovanti il pietrame ottenuto dal dissodamento e dallo spietramento dei terreni. Lo svantaggio di questa tipologia risiede nella limitata stabilità. Per ovviare a questi svantaggi si ricorreva a spessori rilevanti della struttura muraria, oltre 50 cm, ed era indispensabile proteggere il muro con un intonaco, al fine di prevenire il dilavamento della malta. Dall'Ottocento, nelle zone dove erano reperibili le pietre vulcaniche ("trachite") o il calcare, si diffuse l'impiego di materiali lapidei grossolanamente squadrati (conci) con messa in posa secondo un ordine predefinito (muratura pseudoisodoma) e con l'impiego di malta come legante e di trovanti per ridurre al minimo gli interstizi. Questa tecnica migliorava sensibilmente la stabilità e permetteva il ricorso a spessori di minore entità, dell'ordine di 50 cm. Lo scisto, reperibile negli affioramenti della formazione di Nebida nei territori di Nuxis, Santadi e Teulada, permetteva la realizzazione di blocchi a facce parallele, ma al tempo stesso di difficile squadratura nelle tre dimensioni. Era perciò adatto all'impiego come trovante nelle murature con malta oppure per la realizzazione di muri a secco di rustici e muri di recinzione. In questo caso il vantaggio offerto dallo scisto consisteva nella facilità della messa in opera, mentre la stabilità era garantita da spessori rilevanti e dalle altezze contenute.

### Porte e finestre
Nei tipi più elementari, le aperture erano realizzate con luci di piccole dimensioni, prive di spallette e con architravi in legno. Una caratteristica ricorrente nei furriadroxius non ristrutturati è infatti la limitata dimensione delle aperture, in genere ad una sola anta. A partire dall'Ottocento, soprattutto nei boddeus e nei villaggi, le caratteristiche delle aperture hanno subito una progressiva evoluzione verso tipologie più eterogenee e soprattutto più complesse, sia nei materiali sia nella struttura.

### Tetti e solai

Struttura del tetto di una cellula edilizia. 1: telaio portante; 2: incannicciato; 3: copertura in tegole; C: trave di colmo; A: arcarecci; T: travicelli; M: canne maestre.

Il tetto tradizionale rispondeva a specifiche prerogative di omogeneità che si integravano con le caratteristiche della struttura muraria. Dal punto di vista strutturale le tipologie sono riconducibili a due tipi: il tetto a capannina a doppia falda e il tetto a falda semplice: il primo era indispensabile, per ragioni di stabilità strutturale, per larghezze superiori ai 2,5-3 metri, mentre al secondo tipo si ricorreva nella realizzazione di cellule di dimensioni ridotte come loggiati, locali di servizio e abitazioni modeste. Gli elementi fondamentali che compongono la copertura sono i seguenti:
- il telaio portante, costituito da travi e travicelli in legno;
- la struttura di tamponamento, costituito da un impalcato in canne ricoperto da un massetto in terra;
- la copertura di rivestimento, realizzata in tegole.

Le caratteristiche del telaio portante erano strettamente dipendenti dalla natura della muratura: l'unità elementare tipica era costituita da quattro muri portanti, perciò la copertura si realizzava con un sistema di travi longitudinali che poggiava sui timpani dei due lati minori. Alla trave di colmo, passante sulla linea di mezzeria, si affiancavano travi di minore sezione (arcarecci) lungo le falde. Il telaio portante era completato da un sistema di travicelli disposti in senso trasversale secondo le linee di pendenza delle falde. La semplicità di questa struttura era compatibile con luci di modesta entità, non superiori ai 3,5-4 metri. Per questo motivo la tradizionale cellula elementare del furriadroxiu o del medau era realizzata in pianta quadrata o subrettangolare, con un basso rapporto fra lunghezza e larghezza. Per lunghezze maggiori o in assenza di muri trasversali portanti, in strutture più complesse si ricorreva alla realizzazione di una capriata vera e propria. Il materiale usato per la realizzazione consisteva nel legno di ginepro, essenza tipica della macchia termoxerofila delle regioni costiere del Sulcis. In tempi più recenti, la rarefazione di questa essenza ha portato all'introduzione di legni "esotici", come il pino e il castagno.
La struttura di tamponamento è un'altra caratteristica ricorrente nell'architettura rurale del Sulcis e, più in generale, del Campidano: l'ampia disponibilità della canna comune (Arundo donax) lungo i corsi d'acqua di pianura e in corrispondenza delle aree umide costiere permetteva la realizzazione di "pannelli" di copertura realizzati con un intreccio semplice. L'incannicciato tradizionale era costituito da una serie di canne di maggiore diametro (canne maestre) disposte parallelamente ai travicelli, sulle quali si legavano, parallelamente alle travi, le canne più piccole, strettamente appressate le une alle altre. L'intreccio così costituito veniva tamponato con un massetto in terra o in calce.
La copertura di rivestimento era realizzata con tradizionali coppi in laterizio, messi in posa in file alternate di canale e di coperta. L'attacco di gronda, in principio, era molto semplice, con le file di coperta che terminavano allineate con il muro e le file di canale prolungate poco oltre, allo scopo di impedire lo sgrondo lungo il muro. Più tardi, nell'Ottocento, si è diffuso il ricorso ad un canale di gronda, realizzato con la messa in posa di coppi sul cordolo di sommità, e in seguito è stato introdotto il cornicione.
Il tetto dei furriadroxiu ad un piano e quello del piano elevato era privo di solaio o, comunque di una struttura che isolasse il volume interno da una soffitta. Per l'elevazione di un piano superiore era invece necessario un solaio, ovvero una struttura in grado di sostenere carichi più gravosi di quelli determinati dall'incannicciato e dalla copertura in tegole. I solai erano realizzati integralmente in legno, con travi portanti sulle quali venivano inchiodati gli assi che formavano il tavolato. Al fine di sostenere il peso, le travi erano disposte a intervalli di 70 cm e avevano un'altezza dell'ordine di 20 cm. Anche in questo caso il materiale impiegato per le travi era il legno di ginepro, sostituito verso la fine dell'Ottocento dal pino e dal castagno.

### Pavimentazioni
Negli interni, la pavimentazione era in origine in terra battuta, ma dagli inizi del Novecento si è diffusa la pavimentazione in mattonelle in graniglia di cemento, di forma quadrata o esagonale, variamente colorate al fine di realizzare composizioni geometriche. Nei soppalchi la pavimentazione era invece garantita dal tavolato in legno e l'introduzione di una pavimentazione in mattonelle è avvenuta più tardi.
Negli esterni, la pavimentazione rispondeva a requisiti di funzionalità ed era per lo più limitata alla corte, ai loggiati e ai rustici. Si realizzava esclusivamente con materiale lapideo ricavato in genere da ciottoli di forma più o meno regolari usati come trovanti o, più raramente, da blocchi e conci irregolarmente squadrati. La disposizione non rispondeva a particolari ordini precostituiti salvo quello di realizzare delle linee di compluvio per il deflusso superficiale dell'acqua piovana. La messa in posa avveniva direttamente su un massetto di terra battuta.

## Destino degli insediamenti sparsi
Nella seconda metà del XX secolo, gli insediamenti sparsi del Sulcis hanno subito destini diversi in seguito ai molteplici contesti socioeconomici che si sono susseguiti nel territorio. Pur mantenendo una forte identità fisica e strutturale, il Sulcis è completamente integrato nella regione. La crescita dei principali centri abitati e di molte frazioni hanno fatto perdere la fisionomia originaria dei boddeus e molti insediamenti sparsi sono stati assorbiti nel processo di urbanizzazione del territorio. In questo caso le strutture edilizie hanno subito ampliamenti, ristrutturazioni, ricostruzioni, perdendo in parte o completamente l'originaria connotazione, pur mantenendo spesso alcuni elementi costruttivi fondamentali.
Nella maggior parte degli insediamenti che hanno mantenuto la caratteristica di dispersione e isolamento, sono spesso ben visibili, se non quasi intatte, le caratteristiche originarie. In questo caso le antiche costruzioni sono state abbandonate o impiegate in condizioni di marginalità, oppure fanno parte di un complesso residenziale cresciuto a seguito della realizzazione di nuove costruzioni adiacenti. Dal punto di vista socioeconomico esiste una vasta casistica che contempla frazionamenti, compravendite, modificazioni della destinazione d'uso, ecc. Le strutture che sono integrate in aree a forte vocazione agronomica o zootecnica, l'antico furriadroxiu è integrato nell'ambito di un'azienda, spesso diventando un complesso di fabbricati destinati ad uso strumentale più o meno marginale. Quelli localizzati in prossimità delle coste hanno spesso subito veri e propri cambiamenti di destinazione, restando spesso coinvolti nel processo di antropizzazione delle coste. In questo caso hanno spesso subito ristrutturazioni e modificazioni della destinazione d'uso e sono entrati nel circuito dell'edilizia turistica, ma non mancano i casi in cui il vecchio insediamento convive con la nuova connotazione turistica e ricreativa mantenendo la sua antica identità e condizioni di marginalità, come ad esempio nelle coste meridionali prospicienti al golfo di Teulada. Un esempio emblematico di questa realtà è rappresentato dal territorio di Malfatano, un'area completamente isolata e quasi del tutto priva di infrastrutture, in cui è stanziata una popolazione dispersa ridotta, spesso composta da nuclei monofamigliari di persone anziane, che durante la stagione turistica convive con una dimensione diametralmente opposta

## Furriadroxiusriportati nella toponomastica dell'I.G.M.
Nel seguente elenco sono riportati gli insediamenti che nelle carte dell'Istituto Geografico Militare (I.G.M.) sono indicati come furriadroxius. L'elenco non è esaustivo in quanto la maggior parte degli insediamenti sparsi, derivati da antichi medaus o furriadroxius, sono denominati anche sulle carte I.G.M. con le consueta forma Is o Su de is, oppure con toponimi alternativi che fanno riferimento alla caratteristica di insediamento disperso (es. case, stazzo, ecc.). Nella maggior parte dei furriadroxius citati nelle mappe, il toponimo prende il nome dal cognome della famiglia che presumibilmente aveva acquisito in origine il possesso dell'insediamento. Non mancano tuttavia nomi di altro tipo che, per lo più, fanno riferimento ad un toponimo del territorio.

### Carbonia
- Furriadroxiu Cadeddu (39.2742°N 8.58335°E, 128 m s.l.m.[11]). Pur presentando la denominazione e le caratteristiche dei furriadroxius sulcitani, questo insediamento è in realtà ubicato nell'Iglesiente, in quanto posizionato sui terreni alluvionali pleistocenici della piana del Cixerri. È compreso nel territorio comunale di Carbonia, ma quasi al confine con quello di Iglesias, e dista circa sei chilometri dal centro abitato di Villamassargia. È un rudere disabitato, adiacente ai fabbricati di un'azienda agraria a poche centinaia di metri dalla stazione ferroviaria di Cixerri. È visibile dalla strada provinciale n. 85[12].

### Narcao
- Furriadroxiu Locci (39.16075°N 8.66627°E, 146 m s.l.m.[13]). Ubicato a breve distanza dall'abitato di Narcao, in un'area pianeggiante estesa sui suoli alluvionali della formazione del Cixerri. Il fabbricato più antico è composto da più cellule, ampliato per giustapposizione e per sovrapposizione, e fa parte di un piccolo agglomerato di fabbricati disposti attorno a una corte comune, visibile da una strada di penetrazione agraria[14].

### Santadi
- Furriadroxiu Bau s'Ascova (39.09506°N 8.8154°E, 280 m s.l.m.[15]). Ubicato all'interno della foresta demaniale di Pantaleo e del tutto isolato, è il rudere di uno dei rari insediamenti del settore orientale della subregione, il più impervio. Fu eretto in corrispondenza della confluenza del torrente Riu Tuvu Bau s'Ascova sul Riu Maxias, in uno spiazzo pianeggiante su suolo granitico. Dell'antico insediamento sono ancora visibili dalla strada provinciale n. 1 (Santadi-Capoterra), le rovine di una serie di cellule giustapposte in profondità[16].
- Furriadroxiu Piccioni[17] (39.05865°N 8.76317°E, 266 m s.l.m.[15]). Ubicato in un fondovalle di un'area impervia di collina, su suoli della formazione di Nebida, e ai limiti del territorio boschivo, dista circa dieci chilometri dal centro abitato di Santadi. L'insediamento è dislocato quasi all'incrocio di due carrarecce ed è composto da tre ruderi disposti a triangolo intorno ad un'ampia corte. La zona è occupata da pochi insediamenti ed è ai limiti dell'area boschiva che si estende sui versanti Punta Rosmarino (737 m).
- Furriadroxiu Xianas (39.12405°N 8.73014°E, 194 m s.l.m.[13]). Ubicato presso la frazione Is Pirosus, è composto da un piccolo agglomerato di vecchi fabbricati ampliati per giustapposizione, a cui si sono affiancati, nel tempo abitazioni più recenti. L'intero agglomerato è adiacente ad una strada comunale[18]. La cartografia di Google Maps lo riporta con il toponimo Is Sciannas. Questo insediamento sorge sui suoli alluvionali pianeggianti del Pleistocene della piana di Santadi.
- Furriadroxiu Impera (39.1256°N 8.7285°E, 200 m s.l.m.[13]). Ubicato poco più a nord del precedente insediamento, al confine con il territorio di Nuxis, è un rudere isolato, posto sulla sommità di una collinetta formata da depositi alluvionali della formazione del Cixerri[19].

### Teulada
- Furriadroxiu Arrubiu (38.987325°N 8.7435°E, 220 m s.l.m.[20]). Ubicato in località Monte Arrubiu, nel territorio collinare a ovest di Teulada interessato da affioramenti di leucograniti, dista circa 400 m dalla strada provinciale n. 70 (Santadi-Teulada), da cui è visibile[21]. È composto da alcuni fabbricati disposti intorno ad una corte, su un leggero pendio in prossimità del torrente Riu de Su Puddaiu. Il toponimo ha lo stesso nome del rilievo granitico di Monte Arrubiu (385) che domina la vallata.
- Furriadroxiu di Giara (38.9978°N 8.72395°E, 236 m s.l.m.[20]). Ubicato fra Teulada e la frazione Is Carillus, a circa 200 metri dalla provinciale 70, fa parte di un'azienda dotata di fabbricati più recenti. Il sito è in una zona di transizione tra la formazione di Nebida e gli affioramenti di leucograniti della località Monte Arrubiu. Non si conosce l'origine del toponimo.
- Furriadroxiu di Giuanni Arcaxiu[22] (38.9996°N 8.72776°E, 294 m s.l.m.[15]). È ubicato anch'esso fra Teulada e Is Carillus, a breve distanza dall'insediamento precedente e a poche decine metri dalla provinciale 70, da cui non è tuttavia visibile per la posizione su un terrazzo naturale rialzato di alcune decine di metri rispetto alla strada. È compreso in un'azienda zootecnica, dotata di fabbricati più recenti, su suoli della formazione di Nebida.
- Furriadroxiu Ledda[17] (39.0095°N 8.69115°E, 266 m s.l.m.[15]). È ubicato in una zona isolata, all'interno del complesso di colline che separa il territorio di Teulada dalle pianure di Giba e Masainas. La posizione del furriadroxiu è a circa due chilometri a sudovest della frazione Is Carillus, in fondo alla valle del torrente Riu Mitza Manna, in un corridoio naturale che collega Sant'Anna Arresi a Is Carillus. Il comprensorio, esteso su suoli della formazione di Nebida, comprende alcune aziende zootecniche. Il furriadroxiu è ubicato all'interno di un'azienda, in prossimità di un fabbricato di recente costruzione.
- Furriadroxiu de Nadali (38.952698°N 8.62805°E, 3 m s.l.m.[23]). Ubicato all'interno del poligono militare, sui suoli alluvionali litoranei dell'Olocene, dista poche centinaia di metri dalla spiaggia Is Arenas Biancas e dallo stagno retrodunale di Porto Pino. Dell'antico insediamento, completamente distrutto, restano solo le tracce della corte.
- Furriadroxiu Giuliana Atzeni (38.9764°N 8.7111°E, 58 m s.l.m.[20]). Ubicato nel tratto pianeggiante che collega Teulada a Sant'Anna Arresi, la cui pedologia è determinata suoli alluvionali del Pleistocene alternati a bassi rilievi granitici. Dista poche decine di metri dalla statale 195, da cui è ben visibile[24].
- Furriadroxiu de Sa Tiria (38.9779°N 8.71617°E, 64 m s.l.m.[20]). A breve distanza dal precedente, si trova su una leggera prominenza in prossimità della strada statale 195 Sulcitana. Il toponimo fa riferimento al nome sardo dello sparzio villoso, un'essenza comune della macchia mediterranea termoxerofila[25].
- Furriadroxiu Landoni (38.9693°N 8.736765°E, 68 m s.l.m.[20]). È ubicato in un pendio della vallata estesa a ovest di Teulada, fra la provinciale 70 e la statale 195, a circa un chilometro da quest'ultima. Anche questo insediamento è disposto su suoli alluvionali depositati sull'affioramento granitico.
- Furriadroxiu Pedru Pippio (38.96625°N 8.7521°E, 55 m s.l.m.[20]). Ubicato a circa un chilometro dal centro abitato, in una zona di transizione tra gli affioramenti granitici e le formazioni sedimentarie-metamorfiche di Gonnesa e Nebida, è adiacente alla provinciale 70, da cui è ben visibile[26].
- Furriadroxiu Sa Cona (38.95866°N 8.7522°E, 36 m s.l.m.[20]). Ubicato in prossimità del centro abitato, in una conca pianeggiante presso il bivio per Porto Teulada formata da depositi alluvionali del Pleistocene. Dista poche centinaia di metri dalla statale 195, da cui è visibile in parte, seminascosto dalla vegetazione[27]. L'origine del toponimo è sconosciuta. In prossimità dell'insediamento è presente una collinetta denominata Monte Saccona (71 m).
- Furriadroxiu Chirigu (38.9317°N 8.7178°E, 41 m s.l.m.[20]). Ubicato in prossimità di Porto Teulada, all'altezza della torre del Budello, è posizionato ai bordi di un terrazzo naturale su un suolo alluvionale circondato da rocce granitiche e dalla macchia a ginepro. Dista poco più di un centinaio di metri dalla costa e dalla strada che porta a Porto Teulada, tuttavia non è visibile a causa della morfologia del territorio.
- Furriadroxiu de Sa Canna (38.92895°N 8.7403°E, 19 m s.l.m.[20]). Ubicato a circa 200 metri dalla costa, in località Sa Canna, è posizionato in una piccola piana costiera, formata dal deposito dei sedimenti trasportati da due torrenti. Dal punto di vista geologico l'area è interessata dalla formazione di Nebida. Pur essendo quasi adiacente alla strada litoranea (provinciale n. 71), i fabbricati non sono visibili perché nascosti dalla vegetazione. Il nome è un fitotoponimo che fa riferimento al nome in vernacolo della canna comune[25].

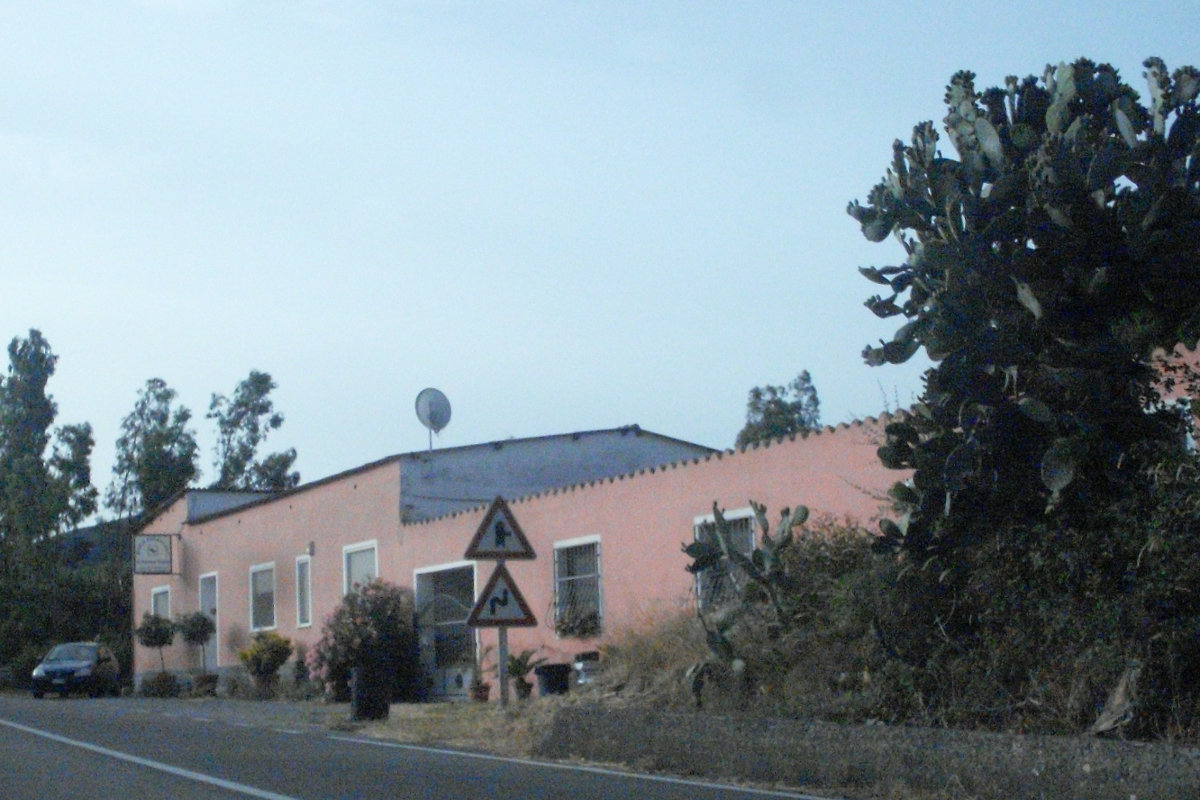
Furriadroxiu de Su Narboni Mannu, in prossimità di Teulada.

- Furriadroxiu de Su Narboni Mannu (38.962°N 8.7823°E, 56 m s.l.m.[20]). Ubicato in prossimità del centro abitato, a poche centinaia di metri dalla periferia, è disposto su terreni alluvionali del Pleistocene in pendio, ai piedi dei rilievi collinari della formazione di Nebida che circondano la vallata. Un lato del complesso è prospiciente alla statale 195. L'insediamento, composto da più cellule giustapposte in profondità, ha subito ristrutturazioni che hanno alterato in parte la tradizionale fisionomia architettonica, come ad esempio la copertura in eternit in luogo dell'usuale tegola. L'insediamento ha lo stesso nome di una delle colline a sud di Teulada (Monte Narboni Mannu, 187 m). L'origine del toponimo non è certa a causa dei diversi significati che assume il termine narboni. Esso è piuttosto ricorrente nei toponimi dell'ambiente agroforestale della Sardegna meridionale e probabilmente è un fitotoponimo che fa riferimento al nome sardo della malva arborea[25]. Tuttavia, lo stesso termine indica anche un terreno che è stato dissodato e spietrato per uso agricolo[3][28].
- Furriadroxiu de S'Acqua Salia (38.9506°N 8.7711°E, 193 m s.l.m.[20]). Ubicato a breve distanza dal centro abitato ma in una zona impervia su un altopiano nella formazione di Nebida, raggiungibile attraverso una strada sterrata che si inoltra nelle colline a sud di Teulada fino alla spiaggia di Campionna. L'antico insediamento è dislocato in prossimità di un torrente su un suolo colluviale formatosi sul versante orientale del Monte Calcinaio. Nella zona sono presenti fabbricati rurali più recenti. Non si conosce l'origine del toponimo, che fa riferimento alla salinità dell'acqua[29].

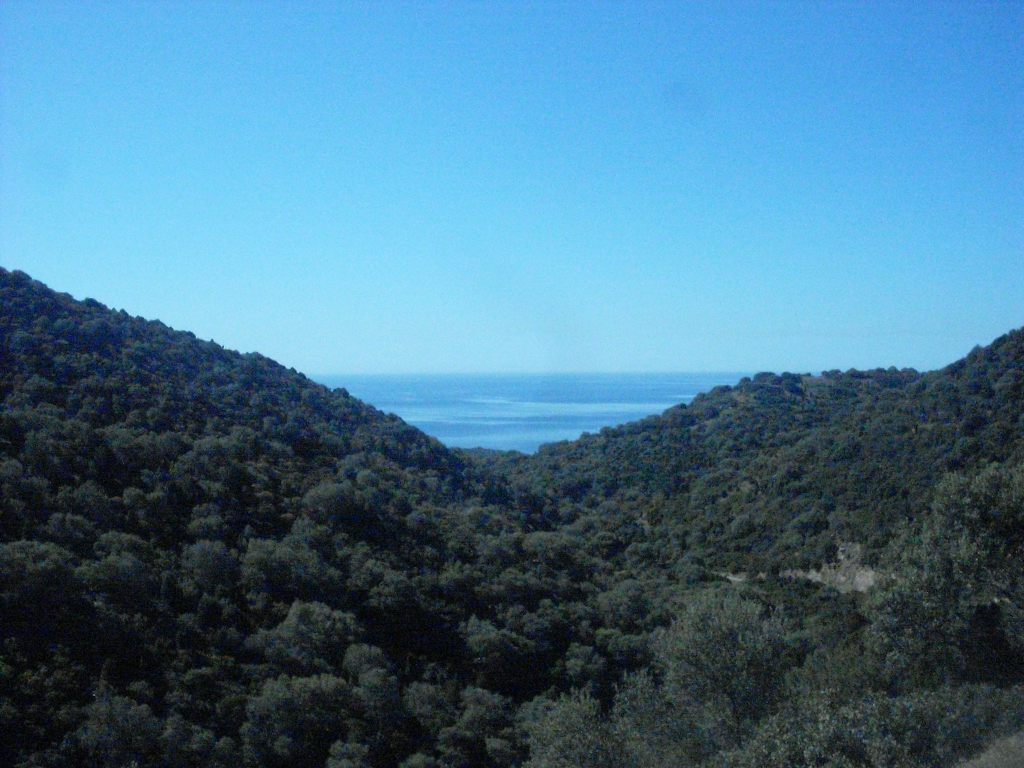
Paesaggio rurale nelle colline di Cambirussu (Teulada), in prossimità del Furriadroxiu Basoccu. Sullo sfondo il golfo di Teulada.

- Furriadroxiu Basoccu (38.9401°N 8.76705°E, 193 m s.l.m.[20]). È un rudere in discrete condizioni ubicato più a sud del precedente, in località Cambirussu, sulla stessa strada che conduce alla spiaggia di Campionna. L'insediamento è posizionato presso il tratto iniziale di un torrente che percorre uno stretto vallone fino alla costa. Il paesaggio è caratterizzato da pendii scoscesi della formazione di Nebida, ricoperti da macchia e olivastri.
- Furriadroxiu Angioni (38.91778°N 8.77145°E, 26 m s.l.m.[20]). Ubicato in prossimità della spiaggia di Campionna, da cui dista circa 200 metri, è posizionato su una collinetta dalla morfologia dolce, su suoli colluviali di limitata profondità. L'area è geologicamente interessata dalla formazione di Nebida. A causa della morfologia, il furriadroxiu non è visibile dalla provinciale 71.
- Furriadroxiu Sa Tuvara (38.96845°N 8.79966°E, 224 m s.l.m.[20]). Ubicato nell'area collinare a est di Teulada, in un territorio impervio su cui si estende la formazione di Nebida, l'insediamento è posizionato su un leggero pendio che digrada verso il torrente Riu de sa Tuvara. La zona, ricoperta da pascoli e macchia, è interessata dall'allevamento estensivo di bovini da carne. Il toponimo fa riferimento al nome sardo dell'erica arborea[25], altra essenza comune della macchia mediterranea.
- Furriadroxiu Valloni (38.95366°N 8.8113°E, 277 m s.l.m.[20]). Questo furriadroxiu è ubicato nell'area montana a est di Teulada, in prossimità della faglia che separa la formazione di Nebida dai massicci granitici di Monte Maria (495 m) e Monte Perdaia (437 m). L'area è piuttosto impervia, ricoperta da macchia mediterranea e forestazioni, con una morfologia caratterizzata da pendii scoscesi e profondi burroni. Lo stesso insediamento è posizionato su un pendio scosceso che domina lo stretto e profondo vallone del torrente Riu di Ziu Giuanneddu. In linea d'aria dista meno di un centinaio di metri dalla statale 195, in corrispondenza del km 55, tuttavia non è visibile dalla strada a causa della morfologia del territorio.
- Furriadroxius di Malfatano. È un insieme di insediamenti sparsi, dislocati a breve distanza l'uno dall'altro nella stretta piana alluvionale che si estende a nord dell'insenatura di Capo Malfatano[20]. Il suolo, pianeggiante o leggermente in pendio, è formato dal deposito di sedimenti trasportati dai torrenti del bacino imbrifero del Rio di Malfatano, derivati dall'erosione dei rilievi circostanti, appartenenti in gran parte ad affioramenti della formazione di Nebida. L'ambiente e il paesaggio è sostanzialmente uniforme, con l'eccezione del Furriadroxiu Addis, dislocato più all'interno, in una posizione prettamente pedemontana.
Furriadroxiu Addis (38.9305°N 8.80789°E, 80 m s.l.m.).
Furriadroxiu Paderi (38.9167°N 8.8057°E, 34 m s.l.m.).
Furriadroxiu de Giacu (38.914°N 8.80625°E, 27 m s.l.m.).
Furriadroxiu de Is Pinnas (38.91204°N 8.8068°E, 25 m s.l.m.).
Furriadroxiu 'e Frau (38.9127°N 8.8174°E, 54 m s.l.m.).
Furriadroxiu Serra (38.91142°N 8.8169°E, 52 m s.l.m.).
Furriadroxiu Saredati (38.90972°N 8.81175°E, circa 20 m s.l.m.).
Furriadroxiu de Bernardu (38.9074°N 8.80946°E, circa 10 m s.l.m.). Adiacente alla provinciale 71[30].
Furriadroxiu Bissenti Salis (38.9057°N 8.8022°E, 14 m s.l.m.). Adiacente alla provinciale 71[31].

### Villaperuccio
- Furriadroxiu Lai (39.09129°N 8.61957°E, circa 40 m s.l.m.[32]). Non si hanno informazioni relative a questo insediamento. La carta dell'I.G.M. lo riporta come rudere sulle sponde settentrionali del lago artificiale di Monte Pranu, in un promontorio pianeggiante in parte soggetto a esondazioni.

### Domus de Maria
- Furriadroxiu Piscinni (38.9168°N 8.78945°E, 20 m s.l.m.[20]). L'insediamento è ubicato nell'isola amministrativa di Domus de Maria in territorio teuladino, presso la costa a ovest di Capo Malfatano. È posizionato sui terreni alluvionali della stretta valle che si apre sulla spiaggia di Piscinni.

### Iglesias
- Furriadroxiu Gurreis (39.2488°N 8.58141°E, 180 m s.l.m.[11]). È ubicato in territorio di Iglesias, a poco più di un chilometro a nordest della frazione di Corongiu[33]. Dal punto di vista geografico, questo insediamento è ubicato nell'Iglesiente, come il Furriadroxiu Cadeddu. È infatti al limite sudoccidentale della piana del Cixerri, su terreni alluvionali del Quaternario, a nord dello spartiacque formato dal basamento metamorfico del Paleozoico. Adiacente al complesso delle vecchie costruzioni, che delimitano una corte quadrangolare, è presente un fabbricato più recente.

### Villamassargia
- Furriadroxiu Santa Mariedda (39.228°N 8.6918°E, circa 380 m s.l.m.[34]). L'ubicazione di questo furriadroxiu è al limite tra il Sulcis e l'Iglesiente, in quanto ubicato nelle pendici del Monte Rosas (610 m), a circa quattro chilometri a ovest della vecchia miniera di Orbai. Il Monte Rosas è una dei principali rilievi del massiccio collinare-montuoso di Monte Orri, che fa da spartiacque tra la piana di Narcao e quella del Cixerri. L'insediamento si trova in una radura all'interno della macchia, in un'area impervia che si estende in una zona di transizione tra la formazione di Gonnesa e quella di Cabitza. È composto da due fabbricati costruiti su un pendio prospiciente al corso del torrente Riu di Santa Mariedda.